# アイドルぶっちゃけトークすっぴん!
アイドルぶっちゃけトークすっぴん!とはテレビ朝日で放送された特番。　

## 概要
- 出演者全員が自分でメイクを落としすっぴんトークを行う。

## 放送回・出演者
- 第1回 2006年8月26日、24:30～25:25（ドスペ2）
- 司会：スピードワゴン（井戸田潤・小沢一敬）、和希沙也、井森美幸
- 出演者

あびる優（以前タレント活動していた母親と元イエローキャブ所属の姉・あびる愛も出演。）、有賀さつき、岩佐真悠子、福之上真友、平塚奈菜、田代さやか、あじゃ、青山愛子、黒澤友子、山本早織、丸居沙矢香ほか多数
- 第2回 2007年7月8日、14:00～15:30 ホリプロタレントスカウトキャラバンスペシャルすっぴん!
- 司会：スピードワゴン（井戸田潤・小沢一敬）、あびる優、井森美幸
- 出演者

石原真理子、大林素子、東原亜希、藤崎奈々子、さとう珠緒、渡辺美奈代、AKB48

## エピソード
- 和希と井森がメイクを落すのを躊躇っていると、事務所の先輩・和田アキ子が乱入。和田は「お前らが落さないなら私が落としたる!!」とクレンジングオイルを顔半分に付けた為、和希と井森は落さなければならない状況になり、渋々落す事となった。
- 岩佐とあびるは「歌手の倖田來未のメイクは2時間かかっているらしい、かなり濃いと噂されている。」と裏話を暴露。